# Élections législatives béninoises de 2007
Les élections législatives béninoises de 2007 ont lieu le 31 mars 2007 au Bénin. Initialement prévues le 25 mars 2007, elles sont reportées d'une semaine à cause de plusieurs problèmes d'organisation.
Environ 4 millions d'électeurs du Bénin sont appelés à élire leur 83 députés parmi 2 158 candidats issus de 26 formations et alliances de partis.

## Déroulement
Les élections devaient se dérouler le 25 mars 2007. Les retards pris dans l’édition des bulletins de vote ont entraîné un report de l’élection au 31 mars. Le 21 mars, le président de la Commission électorale nationale autonome (CENA), Antonin Akpinkou, avait été destitué par les membres de cette commission après avoir confié sans appel d’offres l’impression des bulletins de vote à une société.

## Résultats
| Parti                    | Parti                                            | Votes | %     | Sièges | +/-           |  |
| ------------------------ | ------------------------------------------------ | ----- | ----- | ------ | ------------- |  |
|                          | Forces Cauris pour un Bénin émergent (FCBE)      |       |       | 35     | Nv            |  |
|                          | Alliance pour une Dynamique Démocratique (ADD)   |       |       | 20     | 4             |  |
|                          | Parti du renouveau démocratique (PRD)            |       |       | 10     | 1             |  |
|                          | Force Clé                                        |       |       | 4      | 1             |  |
|                          | Union pour la Relève (UPR)                       |       |       | 3      | Nv            |  |
|                          | Union Nationale pour la Démocratie et le Progrès |       |       | 2      | Nv            |  |
|                          | Force Espoir                                     |       |       | 2      | Nv            |  |
|                          | Coalition pour un Bénin Émergent                 |       |       | 2      | Nv            |  |
|                          | Alliance Le Réveil                               |       |       | 2      | Nv            |  |
|                          | Alliance des Forces du Progrès                   |       |       | 1      | Nv            |  |
|                          | Parti pour la démocratie et le progrès social    |       |       | 1      | Nv            |  |
|                          | Restaurer l’Espoir                               |       |       | 1      | Nv            |  |
|                          |                                                  |       |       |        |               |  |
| Total                    | Total                                            |       |       | 83     | en stagnation |  |
| Inscrits / participation | Inscrits / participation                         |       | 58,69 |        |               |  |